# 천안두정초등학교
천안두정초등학교는 대한민국 충청남도 천안시 서북구에 있는 공립 초등학교이다.

## 학교 연혁
- 2004년 3월 1일: 개교
- 2012년 2월 16일: 제8회 졸업

## 참고 자료
- 천안두정초등학교 - 한국교육학술정보원 학교알리미